# Свети Никола (Простране)
Вижте пояснителната страница за други значения на Свети Никола.
„Свети Никола“ (на македонска литературна норма: „Свети Никола“) е възрожденска църква в кичевското село Простране, Северна Македония. Църквата е част от Кичевското архиерейско наместничество на Дебърско-Кичевската епархия на Македонската православна църква – Охридска архиепископия.
Църквата е гробищен храм, разположен в северната част на селото. Изградена е в началото на XIX век. Иконостасът и иконите са дело на зографа Коста от Крушево, изработени в 1889 година.